# Loir
Il Loir è un fiume del centro-ovest della Francia, affluente di sinistra della Sarthe, lungo 316,6 km.

## Percorso

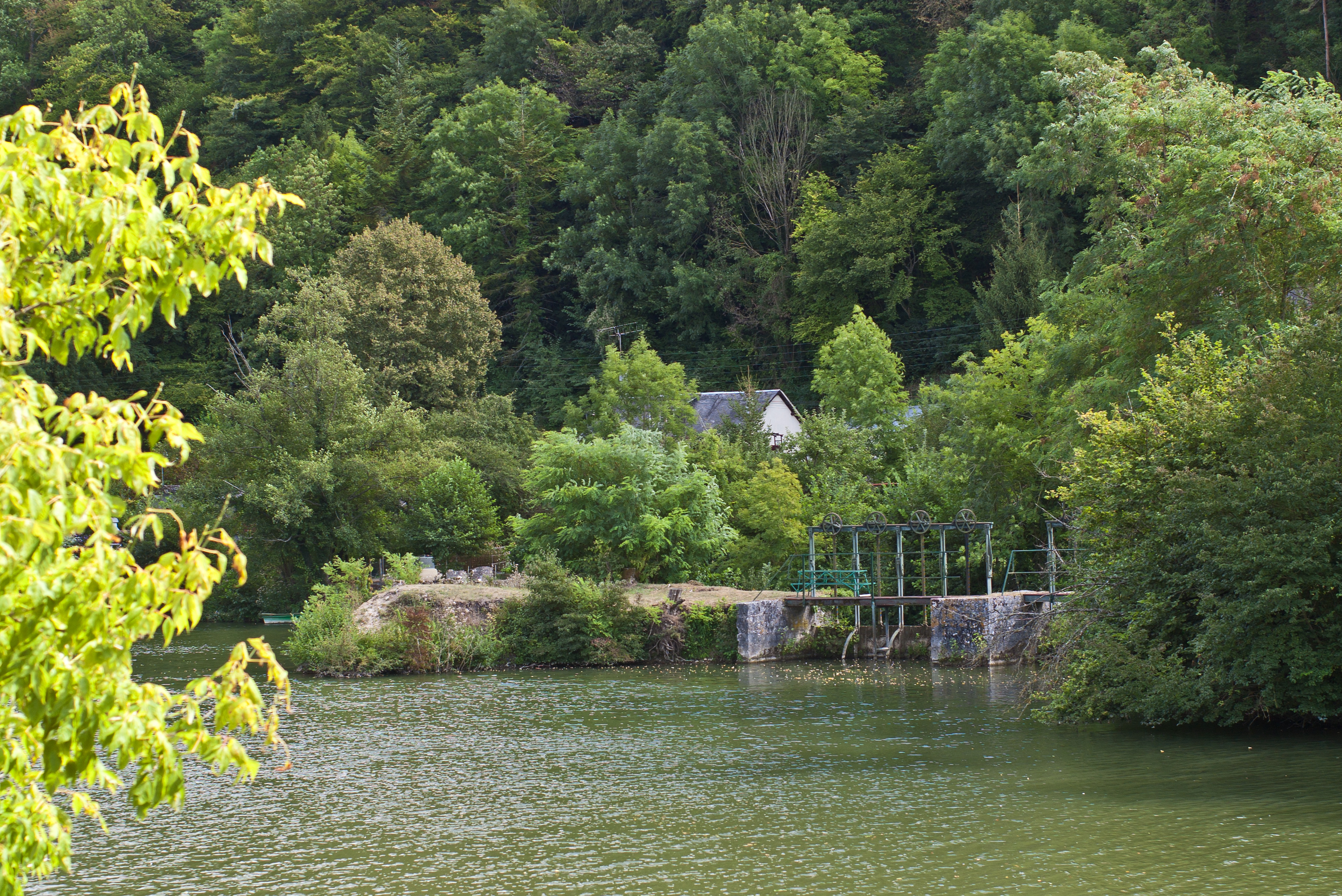
Una chiusa sul Loir

Nasce a Fruncé, nel dipartimento dell'Eure-et-Loir, nel Perche, e sfocia presso Briollay, nel Maine e Loira. Lungo 316,6 km, attraversa la città di Vendôme e i quattro dipartimenti dell'Eure-et-Loir, Loir-et-Cher, Sarthe e Maine e Loira. Non è navigabile durante i mesi invernali in quanto soggetto a vaste formazioni di ghiacci superficiali, è pescoso.

### Dipartimenti e principali comuni attraversati
Il Loir attraversa novantotto comuni ripartiti su quattro dipartimenti; i principali sono :
Eure-et-Loir
Alluyes, Illiers-Combray, Bonneval, La Chapelle-du-Noyer, Châteaudun, Cloyes-sur-le-Loir, Donnemain-Saint-Mamès, Douy, Marboué, Moléans, Montboissier, Montigny-le-Gannelon, Romilly-sur-Aigre, Saint-Avit-les-Guespières, Saint-Christophe, Saint-Denis-les-Ponts, Saint-Éman (sorgenti), Saint-Hilaire-sur-Yerre, Saint-Maur-sur-le-Loir, Saumeray, Le Thieulin.
Loir-et-Cher
Areines, Artins, Brévainville, Couture-sur-Loir, Fréteval, Lavardin, Les Roches-l'Évêque, Lignières, Lisle, Mazangé, Meslay, Montoire-sur-le-Loir, Morée, Naveil, Pezou, Saint-Firmin-des-Prés, Saint-Hilaire-la-Gravelle, Saint-Jacques-des-Guérets, Saint-Jean-Froidmentel; Saint-Martin-des-Bois, Saint-Ouen, Tréhet, Villiers-sur-Loir, Vendôme, Thoré-la-Rochette.
Sarthe
Poncé-sur-le-Loir, Ruillé-sur-Loir, La Chartre-sur-le-Loir, Lhomme, Chahaignes, Marçon, Dissay-sous-Courcillon, Château-du-Loir, Vaas, Le Lude, La Flèche.
Maine e Loira
Durtal, Seiches-sur-le-Loir, Villevêque, Soucelles, Briollay (foce).

### Affluenti
- Ozanne (44 km)
- Yerre (48,7 km)
- Braye (75,1 km)